# Jean Dockx
Jean Dockx (Sint-Katelijne-Waver, 24 maggio 1941 – 15 gennaio 2002) è stato un calciatore belga, di ruolo centrocampista.

## Carriera
Con l'Anderlecht vinse due volte il campionato belga (1972, 1974), due volte la Coppa delle Coppe (1976, 1978) e quattro volte la Coppa nazionale (1972, 1973, 1975, 1976).

## Palmarès

### Giocatore

#### Competizioni nazionali
- Seconda divisione belga: 1

Mechelen: 1962-1963
- Campionato belga: 2

Anderlecht: 1971-1972, 1973-1974
- Coppa del Belgio: 4

Anderlecht: 1971-1972, 1972-1973, 1974-1975, 1975-1976

#### Competizioni internazionali
- Coppa delle Coppe: 1

Anderlecht: 1975-1976
- Supercoppa UEFA: 1

Anderlecht: 1976